# Mérida San Juan
Mérida San Juan – wenezuelska judoczka.
Srebrna medalistka igrzysk Ameryki Środkowej i Karaibów w 1986 roku.